# 內政、司法與和平部
人民權力內政、司法與和平部（西班牙語：Ministerio del Poder Popular para Relaciones Interiores, Justicia y Paz），是委內瑞拉政府行政部門的39個機構之一。這個部門也被稱為「人民權力內政與司法部」或「內政與司法部」。
該部門直接隸屬於委內瑞拉總統。

## 歷史
2004年，部長傑西·查孔表示，司法部將改名為內政與安全政策部。2013年，總統尼古拉斯·馬杜羅宣佈該部門更名為內政、司法與和平部。

## 委內瑞拉內政與司法部長
現任內政與司法部長是迪奧斯達多·卡韋略。

## 組織結構

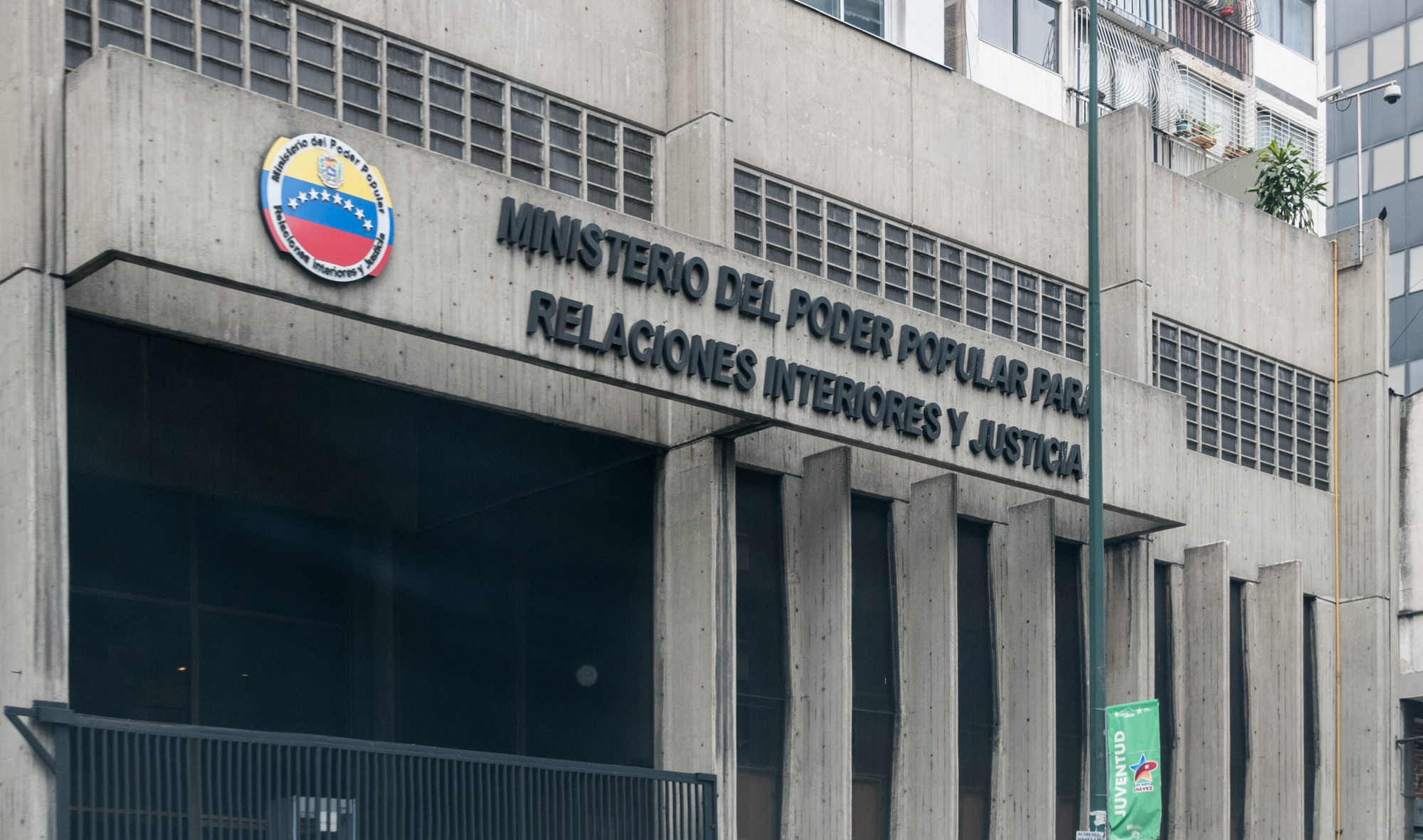
人民權力內政、司法與和平部總部

- 內部安全政策與法律副部長
- 預防與公共安全副部長
- 綜合警務副部長
- 綜合刑事調查系統副部長
- 風險管理與民防副部長

### 機關和附屬機構
- 自動化登記與公證服務
- 玻利瓦爾國家情報局
- 玻利瓦爾國家警察
- 科學、刑事與刑事調查服務隊
- 國家反毒品辦公室
- 國家身份、移民與移居管理局
- 委內瑞拉終身使命
- 身份任務
- 委內瑞拉公民安全觀察站
- 服務公司監控與安全
- 國家陸路交通研究所
- 國家賭場委員會
- 民防與消防國家局